# Paula Creamer
Paula Creamer, född 5 augusti 1986 i Mountain View i Kalifornien, är en amerikansk professionell golfspelare.

## Biografi
Creamer började spela golf då hon var tio år gammal och hade en framgångsrik amatörkarriär. Hon vann totalt 19 amatörtävlingar, varav 11 tävlingar inom American Junior Golf Association. Hon var som 16-åring semifinalist i 2003 års U.S. Women's Amateur Championship och hon nådde samma placering 2004. Samma år kom hon tvåa i ShopRite Classic på LPGA-touren och blev 16:e i US Womens Open och var med i det amerikanska laget i Curtis Cup. Hon vann 2004 års Qualifying School med fem slag och fick därmed sitt medlemskap på LPGA-touren 2005. Hon var då den yngsta spelaren som hade vunnit tävlingen och även den första amatören. Direkt efter tävlingen blev hon professionell.
I maj 2005 vann Creamer som 18-åring Sybase Classic Presented by Lincoln Mercury i New Rochelle, New York. Hon var då den näst yngsta spelaren som vann den första LPGA-tävlingen som hon som proffs ställde upp i efter Marlene Bauer Hagge 1952. I juli vann hon Evian Masters i Frankrike och blev den yngsta spelaren och den snabbaste att vinna mer än 1 miljon dollar. Samma år vann hon även NEC Open på den japanska touren och blev den yngsta spelaren genom tiderna som spelade i Solheim Cup. Hon slutade 2005 tvåa i LPGA-tourens penningliga bakom Annika Sörenstam efter att ha spelat in 1 531 780 dollar. I den första officiella världsrankingen för damer den 21 februari 2006 låg Paula Creamer på andra plats efter Annika Sörenstam.
Under de följande åren vann Creamer flera stora tävlingar på LPGA-touren, och låg stadigt i toppen av världsrankingen. I juli 2010 vann hon sin första major i karriären, U.S. Open. Creamer var den enda som lyckades gå den svåra banan på Oakmont Country Club under par. Vinsten kom överraskande eftersom hon skadat sin tumme svårt i slutet på föregående säsong, och inte hunnit spela många tävlingar sedan comebacken.

## Meriter

### Segrar på LPGA-touren
- 2005 Sybase Classic, Evian Masters
- 2007 SBS Open, Tournament of Champions
- 2008 Fields Open, SemGroup Championships, Jamie Farr Owens Corning Classic, Samsung World Championship
- 2010 U.S. Open

### Övriga segrar
- 2005 NEC Open, Masters GC Ladies Classic